# Игральные карты

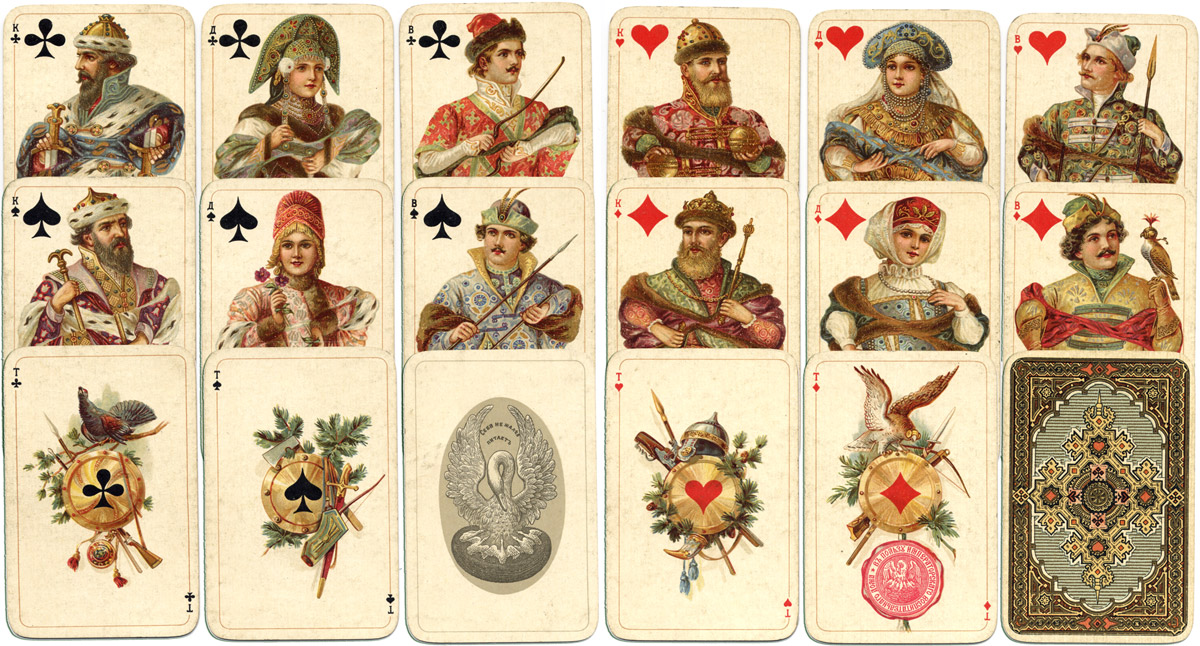
Колода «Русский стиль», 1911 год

Игра́льные ка́рты — прямоугольные листы из картона или тонкого пластика, используемые для карточных игр, а также фокусов, гадания.
Комплект карт для игры называется колодой. У каждой карты на одной стороне, называемой лицом, указывается её значение, вторая сторона (рубашка) оформлена одинаково у всех карт колоды. Для большинства современных игр используется обычная (французская) колода либо её урезанные варианты (немецкий, испанский). Для некоторых игр используются особые колоды, например, в коллекционных карточных играх.

## История

### Первые колоды

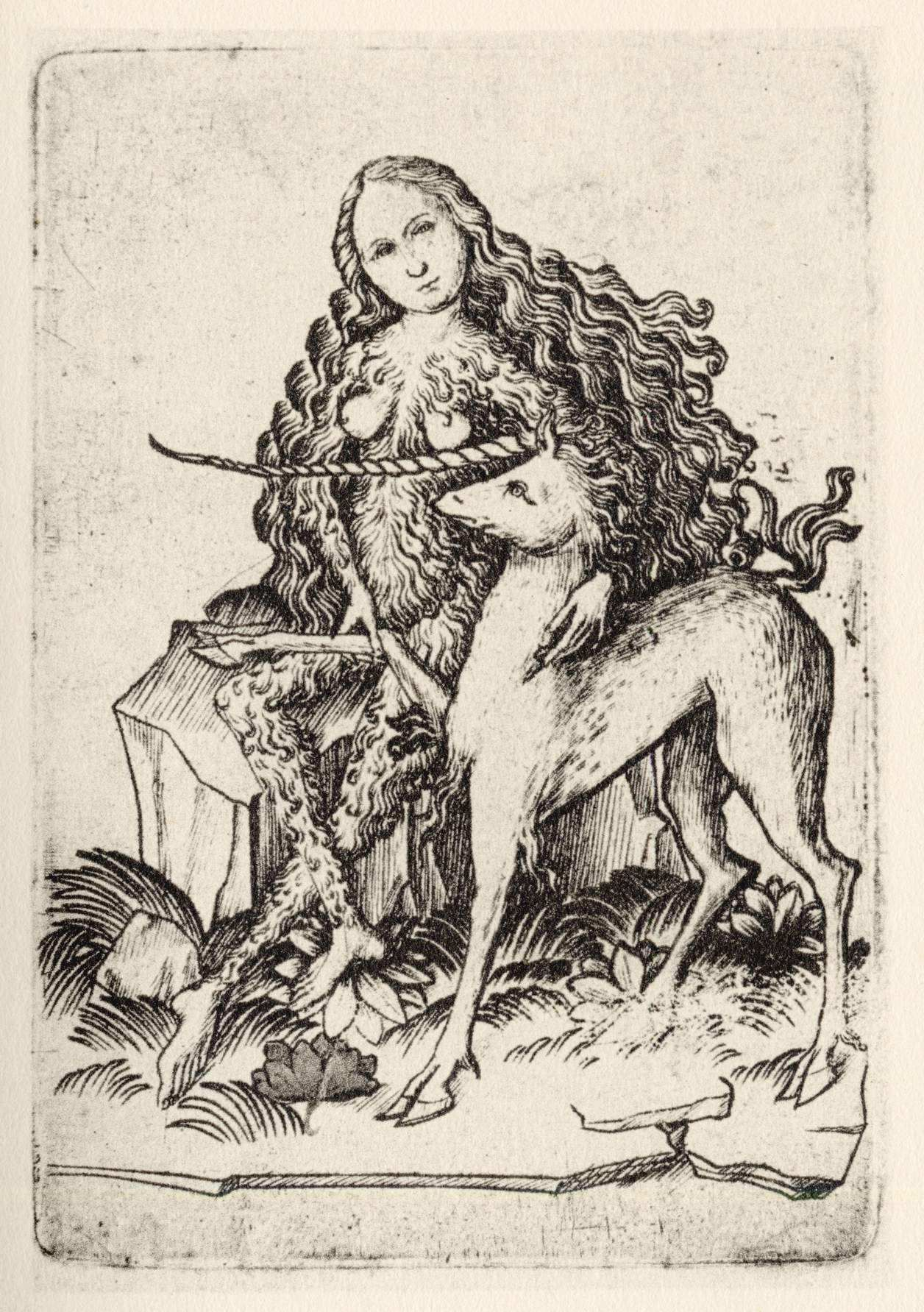
Изображение европейской карты 1460 года

Первые игральные карты появились в Восточной Азии. В Китае и Корее карты упоминались уже в XII веке. Существуют также и более ранние упоминания игры, в которой использовались продолговатые листы — они относятся к периоду правления в девятом веке династии Тан (618—907 гг.) До появления бумажных карт китайцы и японцы использовали плоские продолговатые таблички из дерева, бамбука или даже из слоновой кости. Распространяясь в разных культурах, колоды принимали различные формы и вид. В Индии играли круглыми картами, которые назывались ганджифа. В средневековой Японии во времена сёгуната была распространена карточная игра Ута-гарута, в качестве колоды в которой использовались раковины мидий, изображавшие сцены быта, времена года и сцены стихов.

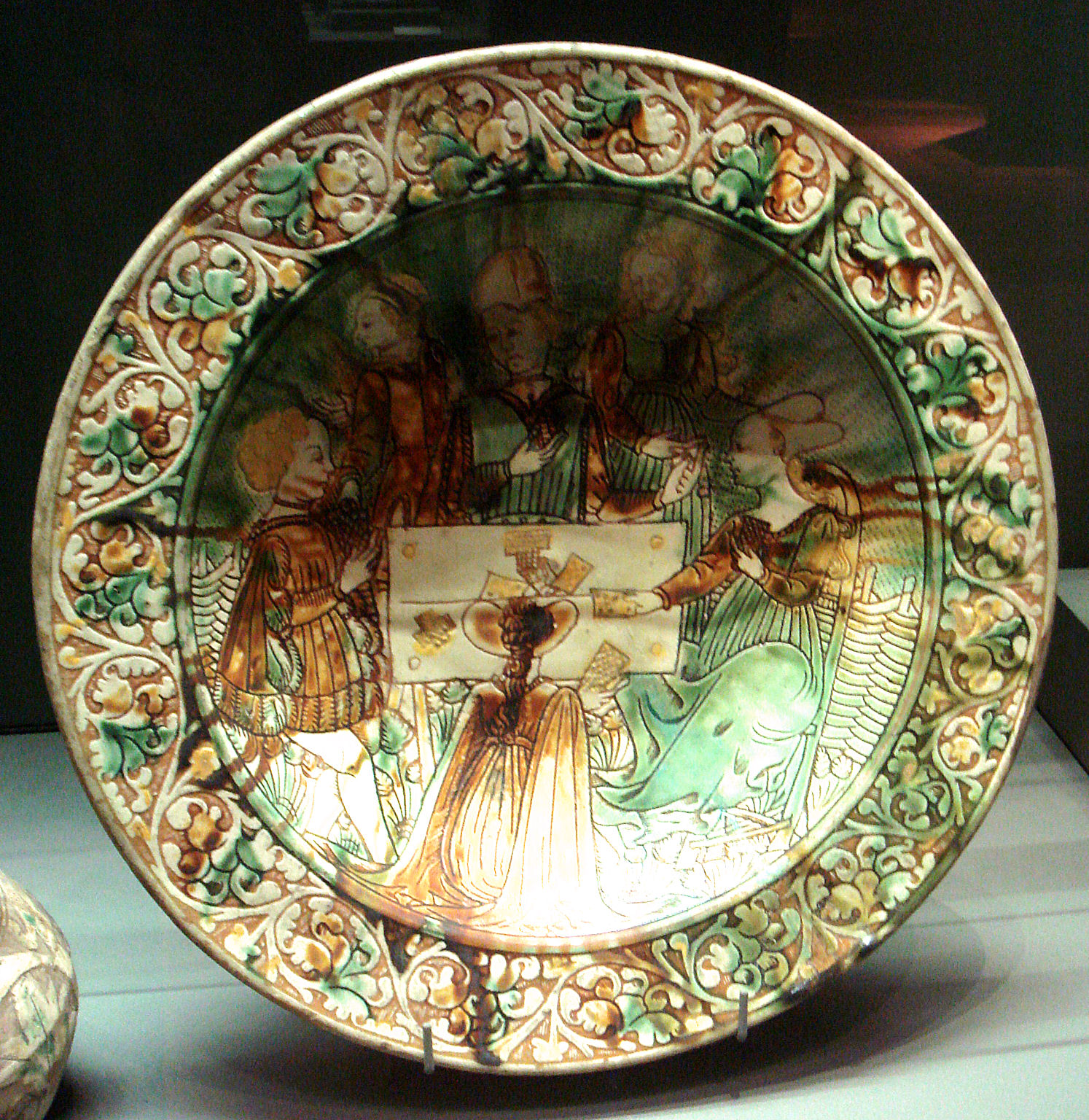
Итальянская тарелка середины XV века, изображающая игру в карты

### Распространение в Европе
О том, как карты попали в Европу, нет точных данных. Предполагается, что путь распространения игральных карт был следующим: Китай — Индия — Персия — Египет — Европа. Долгое время «импорт» через арабские страны, как и участие мусульман в развитии карточных игр, отрицали. Однако позже было установлено, что последователи ислама не только играли в карточные игры, но и создали собственную колоду. Собственно, арабы (а точнее, арабские купцы и моряки), как правило, являлись обычными посредниками заимствований из Китая. Карты мамлюков, послужившие прообразом латинской колоды, делились на 4 масти — Мечи, Посохи, Кубки и Диски (или Монеты). Запрет Корана на изображение людей мамлюки соблюдали и поэтому наносили на карты только строгие геометрические орнаменты — арабески.
Первые упоминания игральных карт на территории Европы относятся к XIV столетию. Существует запись в хронике города Берн от 1367 года, сообщающая о запрете карт.
В 1370 году появилось слово naipes (игральные карты) в испанской книжке со стихами. С 1377 учащаются упоминания карт (чаще всего в связи с запретами). Самый обширный рассказ появился в том году из-под пера монаха в городе Фрайбург. Уже в середине XVI века английские аристократы не смущаются присутствием на парадном портрете игральных карт, об этом свидетельствует картина Мастера графини Уорик (?) «Портрет Эдварда Виндзора, 3-го барона Виндзора, его жены, Кэтрин де Вер, и их семьи», относящаяся к 1568 году.
Во французской колоде каждая фигура в картах представляет определённого исторического персонажа, имя которого подписывалось на старых образцах:
- Давид — король пик.
- Афина — дама пик.
- Ожье Датчанин (иногда Роланд) — валет пик.
- Александр Македонский — король треф.
- Аргина (возможно, анаграмма лат. Regina, означающего «королева», или искажённое Argea (Аргия) — имя, принадлежащее нескольким персонажам древнегреческой мифологии) — дама треф.
- Ланселот — валет треф.
- Гай Юлий Цезарь — король бубен
- Рахиль — дама бубен.
- Гектор — валет бубен.
- Карл Великий — король червей.
- Елена Прекрасная — дама червей.
- Ла Гир — валет червей.

### Карты в России
Появление карт в России относится к царствованию Фёдора Иоанновича. Согласно Уложению царя Алексея Михайловича от 1649 года, карточные игры считались большим преступлением, за которое полагалось клеймение раскалённым железом и вырывание ноздрей. При царе Петре отношение к картам улучшается, открывается их производство на двух небольших мануфактурах в Москве, хотя сам Пётр играл в них очень редко. Торговля игральными картами стала источником немалых доходов. При Александре I вводится монополия на производство игральных карт (сохранявшаяся до 1917 года), причём доход направлялся на содержание ведомства императрицы, опекавшего детей-сирот. Бумага для производства карт была низкого качества и поэтому предварительно натиралась тальком на особых талечных машинах. Такие карты были гладкими, хорошо скользили при тасовании и назывались «атласными». Стоили они недёшево: дюжина колод атласных карт в 1855 году стоила 5 рублей 40 копеек. В XX веке значительный вклад в графическое искусство игральных карт в СССР внёс художник Виктор Свешников.

## Стандартная колода

Стандартная колода из 54 карт

Стандартная (французская) колода включает 54 карты: 52 основных, каждая из которых относится к одной из четырёх мастей (двух цветов) и имеет одно из 13 достоинств, и 2 специальные карты, так называемые джокеры, обычно различающиеся по рисунку. Для различных игр может использоваться как вся колода, так и её сокращённые варианты, не включающие джокеров:
- 52 карты (полная колода, от двоек до тузов) — используется для игры в покер;
- 36 карт (сокращённая колода, от шестёрок до тузов) — такой колодой часто играют в дурака;
- 32 карты (малая колода, от семёрок до тузов) — такая колода нужна для игры в преферанс;
- 24 карты (от девяток до тузов) — используется для игры в тысячу.

## Другие виды колод
В разных странах используют разные колоды. Самые известные, помимо французской:
- Итало-испанская колода
- Немецкая колода
- Швейцарская колода
- Ханафуда
- Карты Таро
- Минкьяте, en:Minchiate — наиболее многочисленный набор (97 карт), в целом совпадает с таро, однако имеет дополнительные фигурные карты

Колоды карт в разных странах
Во многих странах (Германия, страны Восточной Европы, Италия, Испания, Япония, Швейцария) используются неполные колоды карт с другими символами мастей и картинок.
Например, немецкая колода — вариант 32-карточной колоды для обычных немецких карточных игр (например, скат), в которой используются нестандартные символы мастей.
Гибридная немецко-французская колода (используется, например, для международных турниров в скат) выглядит как обычная французская, однако символы пик раскрашены в зелёный цвет, а буби (каро) — в оранжевый. Эта колода возникла в 1990-е годы в результате объединения Германии, когда выяснилось, что в одни и те же игры в разных регионах играли разными колодами карт.
В устаревшей версии французской колоды из 56 карт (особенно популярной в 15 веке) использовались рыцари (занимавшие положение между валетом и дамой). Как пережиток рыцари наряду с королевами сохранились в картах таро, а вместо отпавших дам остались в итало-испанской колоде и в швейцарско-немецкой (где Ober — аналог рыцаря, Unter — аналог валета).
В швейцарских колодах вместо десятки используется карта «знамя», могут отсутствовать восьмёрки и девятки, а роль туза играет карта с наименьшим очком (двойка). В современной немецкой вместо знамени десятка (которая некоторое время продолжала называться знаменем), вместо обера в последнее время может быть дама, а туз, сохранив значение 2 в дизайне, изображается либо в виде человеческой фигуры (обычно в пейзаже одного из четырёх времён года) с символами масти с обеих сторон, либо в виде симметричной виньетки с двумя символами масти.

## Масти
В большинстве стран мира используется набор мастей из французской колоды. В других колодах символы и цвета мастей отличаются (подробнее см. Карточная масть).
Названия мастей (литературным является только первое указанное):
♠️ — пики (вини, вины, виньни, бурячок) — соответствуют мечам в итало-испанской колоде, листьям в немецкой и щитам в швейцарской;
♣️ — трефы (крести, кресты, жёлуди, жир) — соответствуют посохам в итало-испанской колоде и желудям в немецко-швейцарской;
♥️ — червы (черви, лиры, жиры, любовные, сердце) — соответствуют кубкам в итало-испанской колоде, сердцам в немецкой и розам в швейцарской;
♦️ — бубны (буби, бубни, даки, звонки, ромби) — соответствуют монетам в итало-испанской колоде и бубенцам в немецко-швейцарской.
В международной (французской) колоде карты пиковой и трефовой масти называют чёрными, а червовой и бубновой — красными.
В гибридной немецкой колоде (en:Four-color deck) используются французские символы мастей, но у каждой свой цвет.
В прочих колодах (немецкая, швейцарская, итало-испанская, французское таро) символы мастей — разноцветные и не ассоциируются с конкретными цветами.

## Достоинства
В большинстве стран мира используются достоинства французской колоды.
- «В» = Валет
- «Д» = Дама
- «К» = Король
- «Т» = Туз
- Цифровые карты от 2 до 10
- Джокер (не имеет масти)

В старинной версии французской колоды в дополнение к этим мастям использовался рыцарь (кавалер, конь) — он занимал положение между дамой и валетом.
В картах для игры во французское таро используются дополнительные цифровые карты и достоинства.
В немецкой и швейцарской колодах 1) отсутствуют туз и дама, 2) рыцарь и валет называются соответственно Обер и Унтер, 3) вместо 10 может использоваться Знамя, 4) цифровые карты 8 и 9 могут не использоваться, 5) в ряде игр роль туза играет младшая цифровая карта (двойка).
В итало-испанской колоде 1) отсутствуют туз и дама, 2) имеется рыцарь (кавалер) 3) в ряде игр роль туза играет наименьшая цифровая карта (в отличие от большинства колод, это не двойка, а единица).
Символы и названия достоинств в других языках:
Английские
- «В» = «J» — Jack
- «Д» = «Q» — Queen
- «К» = «K» — King
- «Т» = «A» — Ace

Карты младше десятки именуются по численному обозначению (two, three, .. ten), а также по прозвищам: двойка — «deuce», тройка — «trey».
Французские
- «В» = «V» — Valet
- «Д» = «D» — Dame
- «К» = «R» — Roi
- «Т» = «A» = «1» — As

Польские
- «В» = «J» — walet, Jopek [ва́лет, йо́пэк]
- «Д» = «Q» — dama [да́ма]
- «К» = «K» — król [круль]
- «Т» = «A» — As [ас]

## Строение игральной карты
Рубашка — узор на обратной стороне карты, не дающий случайным пятнам стать заметными.
Лицо — основная сторона карты, где нарисованы масть и достоинство.
Индекс — изображение достоинства и масти в углу карты.
Фигура — изображение валета (дамы, короля).
Очки — основные (крупные) знаки масти, в противовес индексу.

## Изображения

### Все карты
- Числовые (10): туз (единица), двойка (обозначение 2), тройка, четвёрка, пятёрка, шестёрка, семёрка, восьмёрка, девятка, десятка. Карты от двойки до девятки называются фоски, десятка и туз называются бриски.
- Картинки, бродвейные карты (фигуры или онёры, от фр. honneur — честь) (3): валет (обозначение В или J — англ. Jack), дама (обозначение Д или Q — англ. Queen), король (обозначение К или K — англ. King). Если по правилам игры туз — самая старшая карта, его также могут относить к фигурам.

Принятый порядок (старшинство, последовательность) карт: туз (самая младшая карта), двойка, тройка, …, король. Во многих играх туз является самой старшей картой. Джокер в различных играх может быть либо самой старшей картой, либо заменять любую другую карту по выбору игрока. В некоторых играх старшинство карт другое. В немецкой и итало-испанской колодах отсутствуют дамы, их место занимают всадники. В старых колодах были и всадники, и дамы, причём старшинство могло варьироваться. Это сохранилось в вариациях игры тароки и французском таро, где также задействована свободна карта «Шут» (аналогична джокеру) и двадцать одна нумерованная и именованная карта козырей (а в флорентийском минкьяте таковых сорок).

### Старшие карты
| № | Илл. | Имя    | Описание (для русского стандарта) и значение |
| - | ---- | ------ | --- |
| 1 |      | Джокер | На карте изображён шут (иногда один из двух может быть чёрно-белым). |
| 2 |      | Туз    | На карте изображён один знак масти. В европейских стандартах пиковый туз обычно украшен и содержит информацию о производителе (первоначально — официальную печать об уплате акциза), в русской колоде этой цели служит бубновый туз. Могут быть украшены и все четыре туза.                                                                                  |
| 3 |      | Король | - Червовый король — изображён в красной мантии, с мечом и символом королевской власти в руке - Бубновый король — изображён в тюрбане и арабском одеянии. Держит в руках скипетр с полумесяцем - Пиковый король — изображён в красной мантии и китайской короне. Держит в руках скипетр. - Трефовый король — изображён в синей мантии и со скипетром в руках. |
| 4 |      | Дама   | Каждая из дам изображена в красном платье и шали. В руках у них по цветку, а на голову надета корона. |
| 5 |      | Валет  | На каждого из валетов надеты рубашка и шапка. В руках они держат алебарды. |

## Коды символов при наборе текстов

### Юникод
Для мастей выделен диапазон от U+2660 до U+2667:
♠ ♡ ♢ ♣ ♤ ♥ ♦ ♧
При добавлении к чёрным знакам селектора начертания 16 (VS16 = U+FE0F) получаются эмодзи:
♠️ ♣️ ♥️ ♦️
Для самих карт есть специальный диапазон от U+01F0A0 до U+01F0FF.

### HTML
В HTML используются цифровые коды и мнемоники &#9824; (&spades;), &#9827; (&clubs;), &#9829; (&hearts;) и &#9830; (&diams;):
♠ ♣ ♥ ♦